# Pieter Schelte Heerema
Pieter Schelte Heerema, född 27 april 1908 i Amsterdam, död 30 september 1981 i Leiden, var en nederländsk civilingenjör, officer i tyska Waffen-SS och entreprenör i offshoreindustrin.

## Biografi
Pieter Schelte Heerema studerade till civilingenjör vid Delfts tekniska universitet. Han avlade examen 1931 och började arbeta för anläggningsföretaget "Nederlandse Maatschappij voor Havenwerken" i Amsterdam. Han blev efter några år chef för anläggningsföretaget "SA Hidraulica Venezolana" i Venezuela. I slutet av 1930-talet blev han medlem av det nationalsocialistiska nederländska arbetarpartiet och flyttade tillbaka till Haag i Nederländerna efter den tyska ockupationen, i september 1940, och enrollerade sig i december 1940 i Waffen-SS. Han utbildades i Bayern, stationerades i Ukraina och avancerade till officer, stred på östfronten i SS-pansardivisionen Wiking och blev så småningom kompanichef i SS-verksamhet i Östeuropa och under ett skede ansvarig för rekrytering av arbetskraft. Senare arbetade han i Nederländerna som underchef i "Nederlandsche Oost Compagnie", vilket var inrättat för att skicka nederländsk arbetskraft som jordbrukare att driva jordbruk i Ukraina och som industriarbetare. I april 1943 avskedades han därifrån och flydde i juni till Schweiz, där han arresterades. Han utlämnades till Nederländerna efter andra världskriget i augusti 1945 och internerades.
Han dömdes i juli 1946 till tre års fängelse som krigsförbrytare, släpptes ut efter ett och ett halvt år, och flyttade till Venezuela 1947. Där byggde han upp ett framgångsrikt offshoreföretag, från 1950 under namnet "Constructora Heerema". Han återvände till Nederländerna 1961, där han byggde upp Heerema Marine Contractors. Han var involverad i utvecklingen av den holländska offshoreindustrin genom installationer av oljeplattformar i Nordsjön. År 1963 konverterade han den norska tankern Sunnaas, som döptes om till Global Adventurer, ett kranfartyg som var bättre anpassat till väderförhållandena i Nordsjön] än tidigare fartyg. Han var också en pionjär för att introducera till hälften nedsänkta kranfartyg, vilka var tillräckligt robusta för att också kunna vara verksamma till havs vintertid.

## Privatliv
Pieter Schelte Heerema gifte sig i december 1942 i SS-uniform med Erna Kühnen, som var dotter till en matthandlare från Haag. Vid bröllopsmottagningen var SS-ledaren och polischefen i Nederländerna, österrikaren Hanns Albin Rauter, och den nederländske nazistledaren Rost van Tonningen hedersgäster. Den nationella SS-tidningen "Storm" publicerade ett reportage från bröllopet och Heinrich Himmler skickade ett lyckönskningstelegram. Paret fick fem söner och en dotter. Sönerna fortsatte i faderns fotspår inom offshorebranschen. Edward Heerema (född 1947) grundade 1985 ett eget företag: Allseas Group.

## Kontroversiellt namnval
Edward Heerema valde faderns namn för ett offshore/kranfartyg för Allseas Group, som blev färdigt 2014 och var världens största arbetsfartyg. Han var till slut tvungen efter opinionstryck att döpa om det till Pioneering Spirit.